# Nyam-Osor Naranbold
Nyam-Osor Naranbold (mongol. Наранболд Ням-Осорын; * 22. Februar 1992 in Ulaanbaatar) ist ein mongolischer Fußballspieler.

## Karriere

### Verein
Nyam-Osor Naranbold stand von 2009 bis Juni 2017 beim Khoromkhon Club in Ulaanbaatar unter Vertrag. 2014 feierte er mit dem Verein die mongolische Meisterschaft. Zum 1. Juli 2017 wechselte er zum Erstligisten Athletic 220 FC, einem Verein, der ebenfalls in Ulaanbaatar beheimatet ist. Mit dem Verein gewann er 2018 den Mongolia Cup. Das Endspiel gegen den Ulaanbaatar City FC gewann man mit 2:0. 2020 feierte er mit dem Verein seine zweite Meisterschaft. Mit 29 Toren wurde er 2020 Torschützenkönig.

### Nationalmannschaft
Nyam-Osor Naranbold spielt seit 2014 für die Nationalmannschaft der Mongolei. Bisher absolvierte er 22 Länderspiele.

## Erfolge
Khoromkhon Club
- National Premier League: 2014

Athletic 220 FC
- Mongolia Cup: 2018
- National Premier League: 2020

## Auszeichnungen
National Premier League (Mongolei)
- Torschützenkönig: 2015, 2017, 2020